# Août 1894

## Événements
- Début de la première guerre sino-japonaise (1894-1895) qui aboutit à la mainmise japonaise sur Formose (fin en 1895).
- Cinq mille Arméniens sont massacrés en Arménie ottomane. Perpétré par les Turcs et les Kurdes, ce massacre est cautionné par le sultan ottoman. Le mouvement arménien Hintchak avait appelé à la révolte contre les Kurdes. Cette action suscite une grande émotion en Europe, où naît un important mouvement arménophile. Les ambassadeurs de Grande-Bretagne et de France à Constantinople protestent et présentent au sultan un projet de réformes. Ce dernier, encouragé par l’attitude du ministre des Affaires étrangères russe Lobanof, ouvertement anti-arménien, fait aux ambassadeurs des réponses courtoises, mais vagues, et conçoit le projet d’exterminer les Arméniens. Il isole les provinces arméniennes du monde extérieur en interdisant les voyages et établissant la censure postale. Il fait haranguer la population dans les mosquées par les mollah qui dénoncent une grande conjuration arménienne contre la Turquie et contre l’Islam. Des armes sont distribuées aux tribus kurdes et à des bandes de Turcs fanatisés, les bachi-bouzouks.

- 1er août : anéantissement de la flotte chinoise par le Japon qui déclare officiellement la guerre à la Chine.
- 7 août : démission du Premier ministre danois Estrup

- 10 août : le général Andrés Avelino Cáceres est élu président de la République du Pérou. Il se heurte dès sa nomination à une coalition comprenant les démocrates, dirigés par Nicolás de Piérola, et des « civilistes » ligués pour défendre la liberté électorale et le droit de vote.
- 26 août : Pieter Jelles Troelstra (1860-1930) fonde le parti des travailleurs social-démocrate (SDAP, Sociaal Democratische Arbeiders Partij) aux Pays-Bas sur la base du programme de Gotha de 1875.
- 31 août[1] : Industrial Conciliation and Arbitration Act. Adoption du système de conciliation sociale protégeant les syndicats en Nouvelle-Zélande. La politique sociale menée (droit de vote aux femmes en 1893, journée de huit heures en 1897, pension pour les vieillards) vaudra à la Nouvelle-Zélande la réputation de pratiquer un « socialisme » très avancé par rapport aux pays européens.

## Naissances
- 5 août : Joseph Lacasse, peintre et sculpteur belge († 26 octobre 1975).